# Tony Rolt
Major Anthony Peter Roylance "Tony" Rolt (Bordon, 1918. október 16. – Warwick, 2008. február 6.) brit autóversenyző, katona és mérnök volt. Megnyerte az 1953-as 24-órás Le Mans-i versenyt, és részt vett három Formula–1-es Nagydíjon is. Többek között ő is résztvevő volt az első, Silverstone-ban megrendezett Brit Nagydíjnak 1950-ben. Pályafutása mind a három versenyét ezen a pályán futotta, azonban pontot egyetlen alkalommal sem szerzett, mivel az autó meghibásodásai miatt azokat be sem tudta fejezni.

## Pályafutása

### A háború előtt
Stuart Rolt brit dandártábornak fia volt, ennek köszönhetően az 1440-ben alapított Eton College-ban tanult, és megengedhetett magának az autóversenyzést. Egy háromkerekű Morgannel kezdte 16 évesen, 1935-ben, majd a következő évben a spái 24 óráson is bemutatkozott. Szert tett a sziámi Bira herceg Remus keresztnevű ERA-jára, 20 évesen pedig megnyerte a 200 mérföldes Brit Birodalom Trófeát Doningtonban.

### A második világháború idején
Tiszti iskolába járt, Sandhurstben tanult, melynek apja korábban parancsnoka volt. A második világháborúba hadnagyként indult, Calais-ban pedig kitüntetést is szerzett. A háború nagy részét azonban rabként élte át, 1940-ben ugyancsak Calais-ban került a németek fogságába. Öt különböző hadifogolytáborból hét alkalommal szökött meg. Mindig elkapták, egyszer csupán méterekkel a svájci határ előtt. Így került a legbiztonságosabb tiszti börtönbe, a Colditz kastélyba. Itt sem ült a babérjain, és részt vett egy egészen elképesztő szökési kísérletben, társaival egy vitorlázórepülőt építettek. A felszállásra végül nem került sor, mivel az amerikaiak felszabadították a kastélyt.
A Lipcse és Drezda között elhelyezkedő, Colditz nevű kisváros börtönné átalakított kastélya a második világháború egyik leghírhedtebb hadifogolytábora volt. A hivatalosan Oflag IV-C néven ismert épületben javarészt olyan rabokat tartottak fogva, akik korábban más fogolytáborokból már kíséreltek meg szökést. Sokan Colditzból is megpróbáltak megszökni, és voltak, akik sikerrel is jártak, akiket pedig elfogtak, sokáig egyszerűen bedugták egy magánzárkába. A colditzi kastély foglyainak egy csoportja például egészen különleges módon, egy vitorlázórepülő segítségével kísérelt meg kijutni az épületből. A Bill Goldfinch és Jack Best pilótából, valamint Roltból álló csoport elektromos kábelekből és lopott fadarabokból, egy padlás eldugott zugában építette meg kétszemélyes repülőjét, a Colditz Cockot. Mielőtt azonban üzembe helyezhették volna szerkezetüket, a colditzi kastélyt 1945 áprilisában felszabadították a szövetséges csapatok.

### A háború után
Szerencsésen túlélte a háborút, érdemeiért magas kitüntetéseket kapott, hazatérte után pedig egy szerelő barátjával elkezdte megvalósítani egy régi ötletüket, a négykerékhajtású versenyautót. Közben persze versenyzett is. 1950 májusában egy Alfa Romeóval Silverstone-ban, az első világbajnoki Formula-1-es nagydíjon pedig Peter Walker ERA-jával volt ott, melyet megosztva vezetett a tulajdonossal. A brit nagydíjt az autó sebességváltó-hibája miatt feladni kényszerült.
1953-ban Le Mans-ban a Jaguar versenyzőjeként szerepelt. Duncan Hamilton csapattársaként a C-Type-pal megnyerte a legendás versenyt. A 24 órás mellett még hat kisebb versenyen győzött, olyanokon, mint a United States Air Force Trophy vagy a londoni Crystal Palace Trophy. Az 1953-as brit nagydíjon egy Connaught-Lea Francis volánja mögött indult el, de ezt a versenyt is műszaki hiba miatt kellett feladnia. 1955-ös brit nagydíjon még elindult, de ekkor sem sikerült célba érnie. Világbajnokságon kívülin viszont negyven alkalommal is, amelyeken hat győzelmet aratott, további három második és öt harmadik helyet szerezve. 1955-ben felhagyott a versenyzéssel, és a továbbiakban régi álma, a négykerékhajtású versenyautó kifejlesztésébe fektette energiáit.
1956-ban véget érő versenyzői pályafutását követő négy évtizedben mérnökként ténykedett, szerepet vállalt a négykerék-meghajtású Ferguson P99 kifejlesztésében, amely Stirling Moss-szal a volánnál egy bajnokságon kívüli versenyt is megnyert, egyedüli összkerekes autóként a Formula–1 története során. A P99-et F1-es traktorként is emlegették, Rolt megbízója, a névadó Harry Ferguson ugyanis traktorgyáros volt. Később megalapította saját cégét, amely, miután az autógyártók fantáziát láttak a négykerék-meghajtásban, olyan óriások partnere volt, mint a Ford, Audi, Fiat vagy General Motors.
89 éves korában, 2008. február 6-án hunyt el, utolsóként az első Formula–1-es verseny szereplői közül. 1936-tól haláláig volt tagja a Brit Autóversenyzők Klubjának. Halálával a szervezet utolsó olyan tagját veszítette el, aki még a második világháború előtt nyert felvételt.

## Eredményei

### Teljes Formula–1-es eredménylistája
(Táblázat értelmezése)

(Félkövér: pole-pozícióból indult; dőlt: leggyorsabb kört futott) 

| Év   | Csapat                 | Modell           | Motor                | 1       | 2   | 3   | 4   | 5   | 6      | 7   | 8   | 9   | Helyezés | Pont |
| ---- | ---------------------- | ---------------- | -------------------- | ------- | --- | --- | --- | --- | ------ | --- | --- | --- | -------- | ---- |
| 1950 | Peter Walker           | ERA E-Type       | ERA Straight-6       | GBR ki* | MON | 500 | SUI | BEL | FRA    | ITA |     |     | NC       | 0    |
| 1953 | RRC Walker Racing Team | Connaught A Type | Connaught Straight-4 | ARG     | 500 | NED | BEL | FRA | GBR ki | GER | SUI | ITA | NC       | 0    |
| 1955 | Connaught Engineering  | Connaught B Type | Connaught Straight-4 | ARG     | MON | 500 | BEL | NED | GBR ki | ITA |     |     | NC       | 0    |

* Peter Walkerrel megosztva.

### Le Mans-i 24 órás autóverseny
| Év   | Osztály | Autó                            | Csapat             | Csapattárs(ak)  | Oszt. hely. |
| ---- | ------- | ------------------------------- | ------------------ | --------------- | ----------- |
| 1949 | S 5.0   | Delahaye 135CS Delehaye 3.6L I6 | R.R.C. Walker      | Guy Jason Henry | Kiesett     |
| 1950 | S 5.0   | Nash-Healey E Nash 3.8L I6      | Healey Motors Ltd. | Duncan Hamilton | 3.          |
| 1951 | S 5.0   | Nash-Healey Coupé Nash 3.8L V8  | Healey             | Duncan Hamilton | 4.          |
| 1952 | S 5.0   | Jaguar C-Type Jaguar 3.5L I6    | Jaguar Ltd.        | Duncan Hamilton | Kiesett     |
| 1953 | S 5.0   | Jaguar C-Type Jaguar 3.4L I6    | Jaguar Cars Ltd.   | Duncan Hamilton | 1.          |
| 1954 | S 5.0   | Jaguar D-Type Jaguar 3.4L I6    | Jaguar Cars Ltd.   | Duncan Hamilton | 2.          |
| 1955 | S 5.0   | Jaguar D-Type Jaguar 3.4L I6    | Jaguar Cars Ltd.   | Duncan Hamilton | Kiesett     |